# Kirche Bretwisch

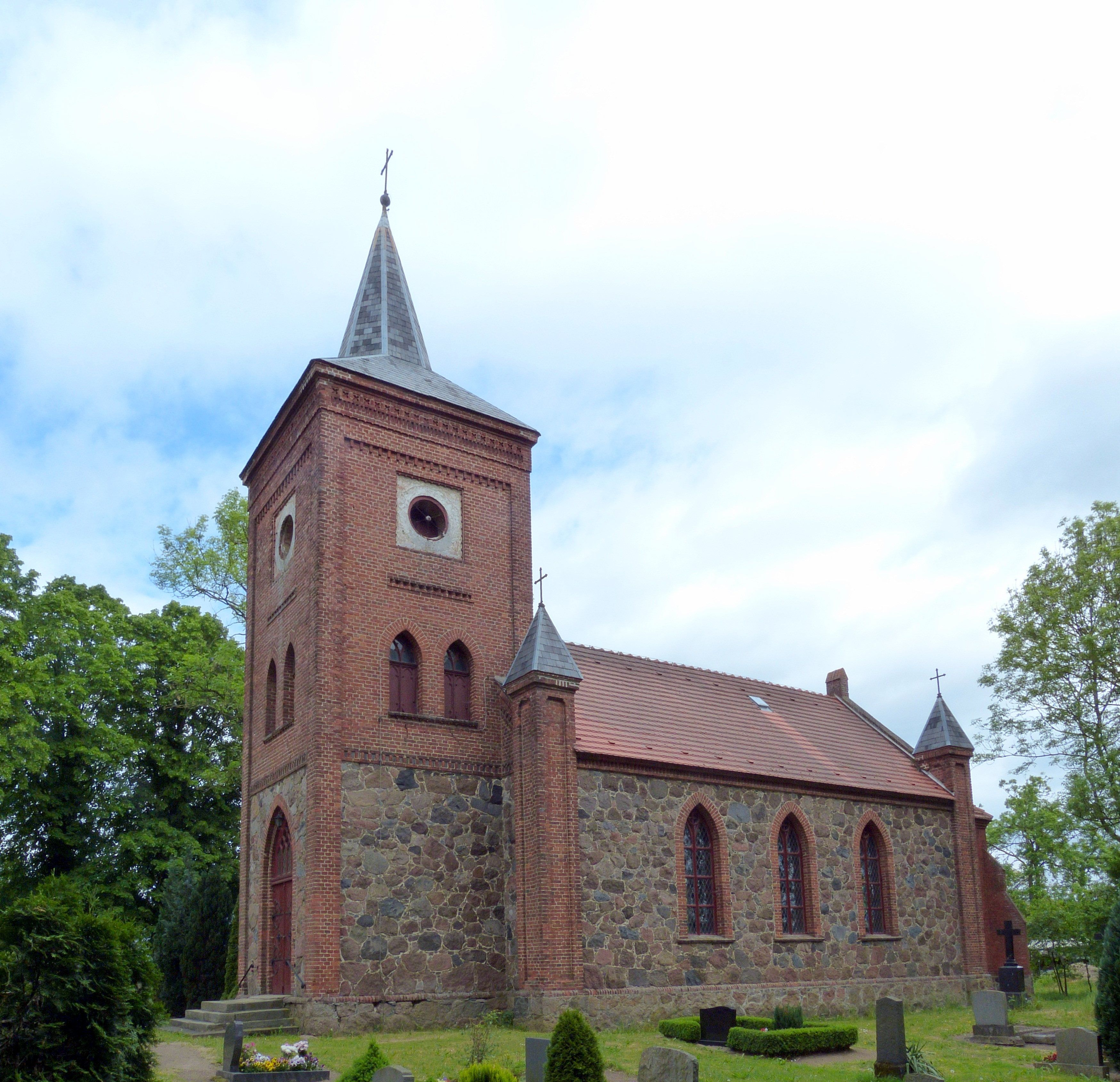
Kirche Bretwisch

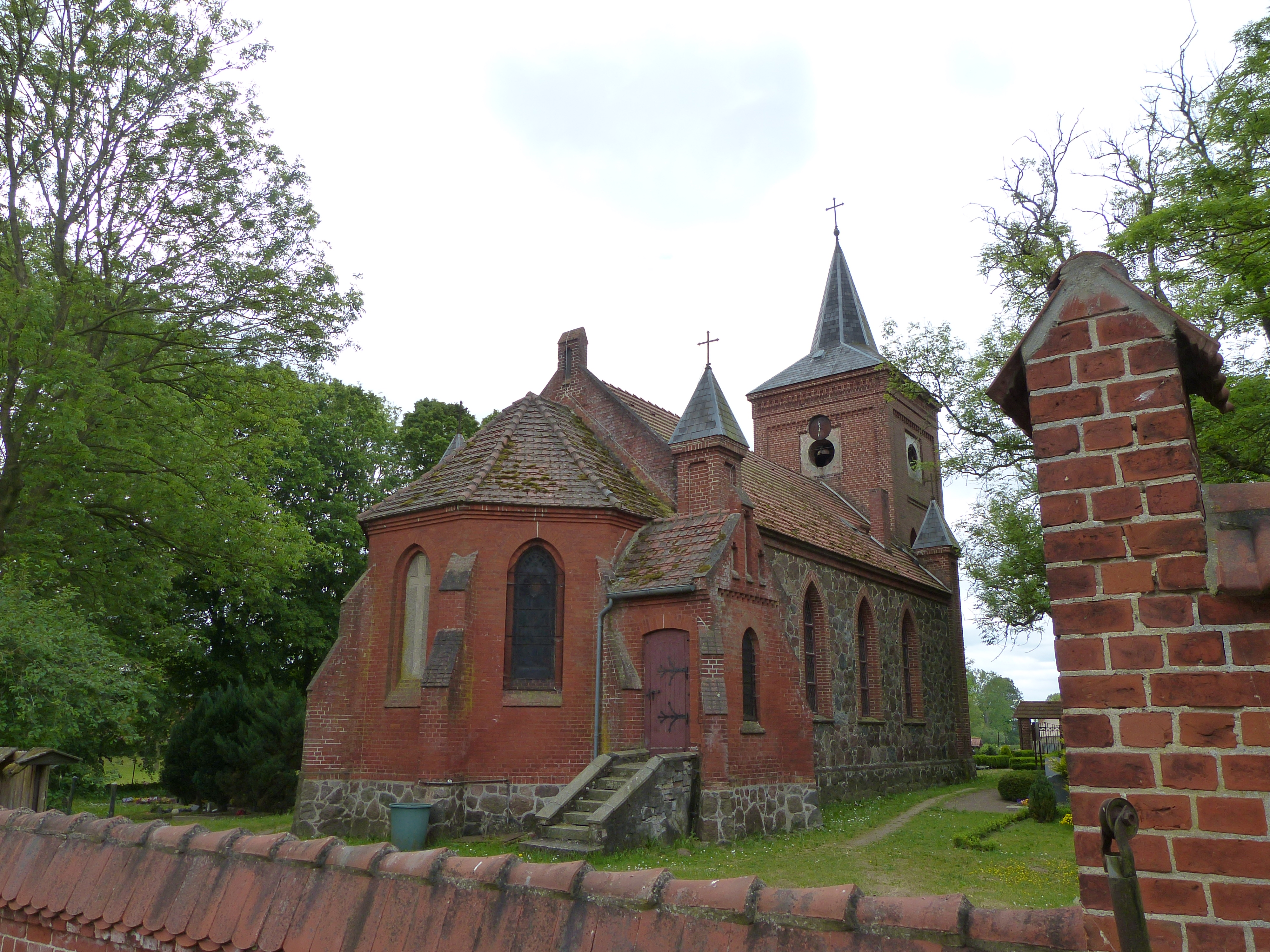
Ostabschluss mit Sakristei

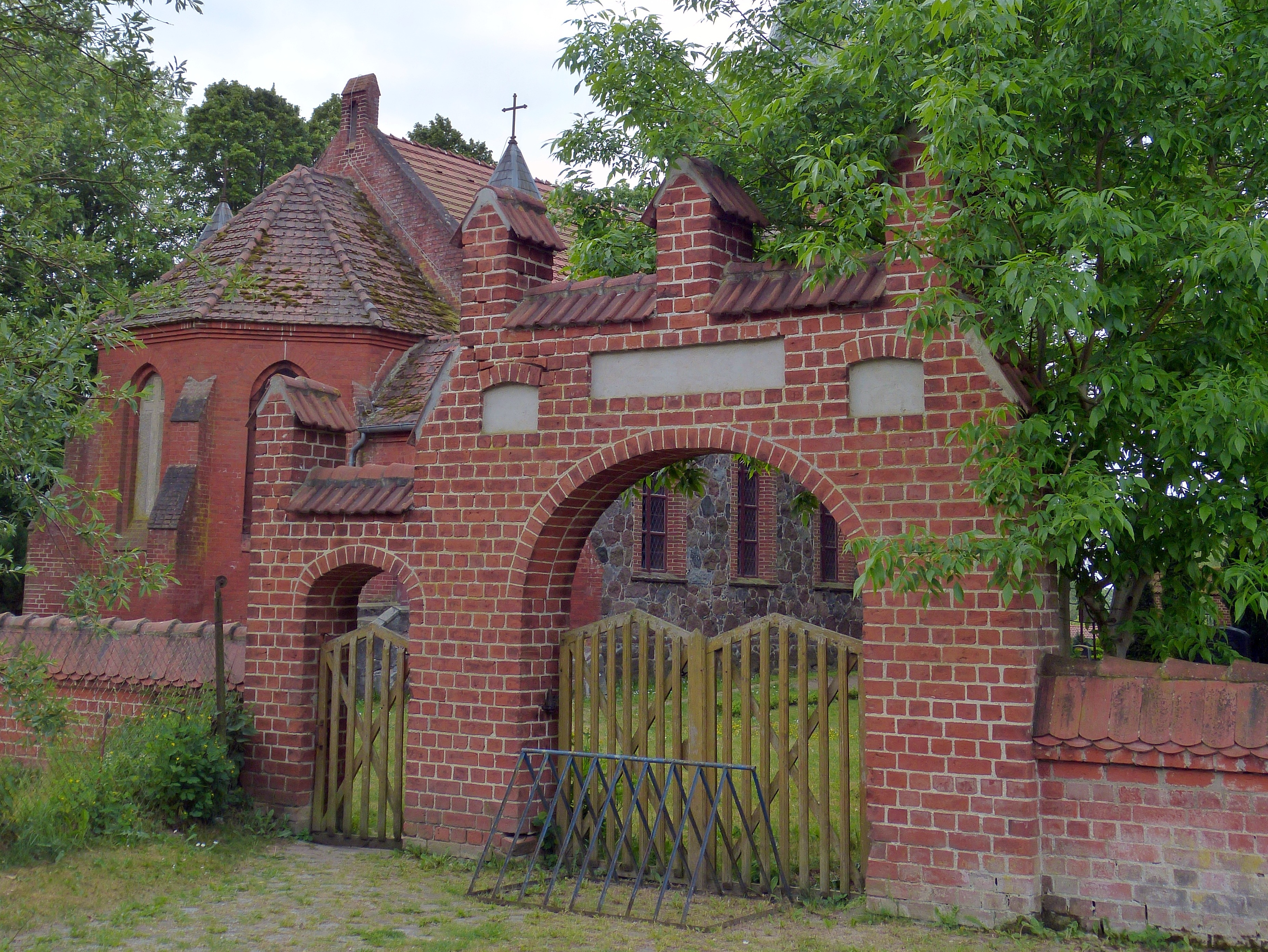
Friedhofsportal

Die Kirche Bretwisch, auch Kapelle Bretwisch, ist ein neugotisches Kirchengebäude im Ortsteil Bretwisch der Gemeinde Süderholz. Sie gehört zum Pommerschen Evangelischen Kirchenkreis.
An der Stelle eines älteren Kirchbaus wurde die Bretwischer Kirche 1852 als neugotischer Feldsteinbau errichtet. Das Untergeschoss des vorgesetzten Westturms besteht ebenfalls aus Feldstein. Die Obergeschosse des Turms sowie die architektonischen Details und die Eckpfeiler mit Fialenbekrönung sind in Backstein ausgeführt. Ein achtseitiger Spitzhelm schließt den Turm nach oben ab. Der ursprünglich rechteckige Ostabschluss wurde 1896 um einen polygonal geschlossenen Ostteil mit Sakristei erweitert. Der Ostteil besitzt innen ein Kreuzrippengewölbe. Die Balkendecke des Kirchenschiffs ist in der Mitte angehoben.
Die Kirche hat eine einheitliche neugotische Ausstattung vom Ende des 19. Jahrhunderts. Die Glasfenster wurden in der zweiten Hälfte des 19. Jahrhunderts gefertigt. Das Altargemälde mit der Kreuzigung Christi wurde 1864 von Ernst Hancke geschaffen.
Die Orgel mit neugotischem Prospekt wurde 1868 in der Werkstatt des Stralsunder Orgelbauers Friedrich Albert Mehmel hergestellt.
Der Kirchhof hat an der Ostseite ein Backsteinportal, das um 1500 datiert wird. Das von einer Mauer umgebene Portal mit Zinnenbekrönung und Putzspiegel besteht aus einer Fußgängerpforte und einer korbbogigen Durchfahrt.